# Modulační rychlost
Modulační rychlost v telekomunikacích je počet symbolů (signálových prvků) přenesených za sekundu. Jinak řečeno je to rychlost, se kterou se mění jednotlivé stavy nosné. Tato rychlost se vyjadřuje v jednotkách Baud (Bd) nebo v symbolech za sekundu a je rovna převrácené hodnotě doby trvání signálového prvku.
U nejjednodušších metod přenosu (kód NRZ nebo RZ) je přenášený symbol jednobitový, takže hrubá přenosová rychlost se rovná modulační rychlosti. Moderní modulační metody využívají lépe dostupného kmitočtového pásma a přenášejí několik bitů současně. Příkladem je modem V.34, který přenáší symboly s modulační rychlostí 3,420 Bd, a každý symbol může nést až 10 bitů, takže výsledná hrubá přenosová rychlost je 3420 * 10 = 34,200 bit/s. Kvůli režii fyzické vrstvy se udává maximální přenosová rychlost 33 800 bit/s. Digitální televizní vysílání používá modulace jako 16-QAM, 64-QAM, kde číslo udává, kolika hodnot může nabývat přenášený symbol; 16-QAM přenáší 4 bity na symbol, 64-QAM 6 bitů/symbol.
V případě linkových kódů si lze představit modulační rychlost jako počet pulsů za sekundu. U moderních linkových kódů lze však u každého pulsu rozlišit několik stavů na základě přesného okamžiku, kdy se impuls objevil. Tato metoda se používá například u FDDI a 100/1000 Mbit/s Ethernetu.